# Археологические подделки

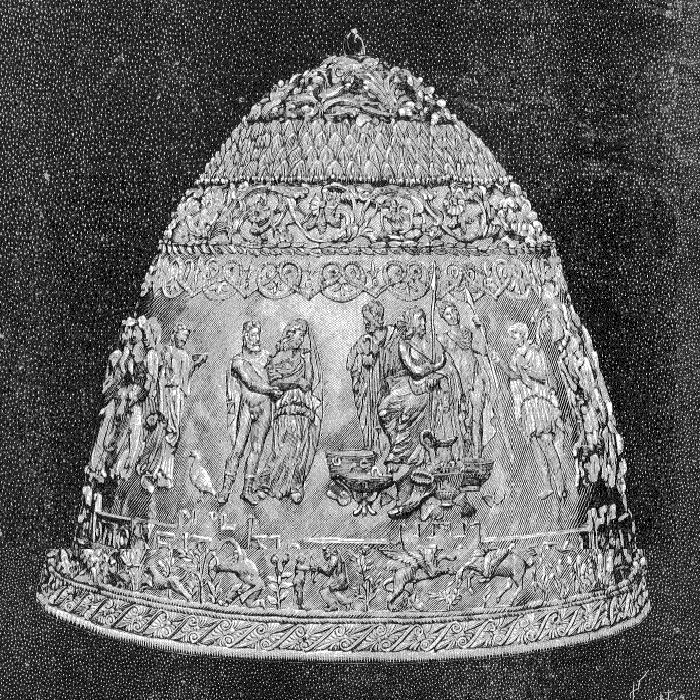
Тиара Сайтафарна

Археологическое мошенничество — научное мошенничество, связанное с археологией. Оно может заключаться в изготовлении якобы древних поддельных артефактов, в мошенническом внедрении поддельных или подлинных предметов в настоящие археологические слои или даже в создании археологического памятника с нуля. Есть также примеры палеонтологического мошенничества, например, связанные с археораптором.

## Мотивы
Как и художественные подделки, большинство археологических подделок мотивированы финансовой выгодой. Денежная стоимость предмета, которому, как считается, тысячи лет, существенно больше, чем стоимость того же предмета, реализуемого в качестве сувенира. Поэтому случается, что фальшивые археологические объекты изготавливаются для продажи на рынке древностей или даже в музеи.
Однако у виновных в археологическом или палеонтологическом мошенничестве могут быть и другие мотивы. Они могут пытаться создать доказательства в пользу точки зрения или теории, которую они защищают, или, наоборот, против идей, которые они отвергают. Если цель состоит в том, чтобы создать доказательства в религиозной сфере, то уместно говорить о «благочестивом обмане». Мошенники также могут стремиться к какой-либо форме славы или престижа в качестве изобретателей. Таким образом, производство подделок также может быть — как практика, направленная на поиск жестов и процессов производства — способом доступа к знанию прошлого человека и его культуры и, таким образом, способом «подлинности».

## Обнаружение
Обнаружение археологического мошенничества основано на инструментах археологии. Поскольку возраст объектов обычно является наиболее важной характеристикой, используются методы абсолютного датирования, такие как радиоуглеродное  датирование. Также возможно проведение анализов с помощью инструментальной нейтронной активации.

## Отзывы об антикварной торговле
Некоторые историки и археологи резко критикуют торговлю древностями за то, что она ставит погоню за прибылью и сбором произведений искусства выше заботы о научной строгости. Эта торговля на самом деле способствует археологическому мошенничеству. Казалось бы, некоторые предметы, представленные в известных музеях, имеют сомнительное или, по крайней мере, неизвестное происхождение. Мародеры, которые совершают набеги на важные археологические месторождения и снабжают рынок древностями, редко интересуются датировкой или точным стратиграфическим положением предметов, которые они раскапывают. Продавцы антиквариата также могут украсить подлинный предмет, чтобы увеличить его стоимость. Иногда продаются предметы, относённые к несуществовавшим культурам.
Как и в случае с художественными махинациями, ученые и специалисты не всегда сходятся во мнении относительно подлинности тех или иных открытий. Исследования отдельных ученых могут в ряде случаев касаться объектов, впоследствии подозреваемых в подделке.

## Примеры археологического мошенничества
Некоторые археологические махинации связаны с крупными археологическими раскопками. Исторически сложилось так, что известные месторождения, такие как месторождения Крита, Долина царей в Египте или Помпеи в Италии, побуждали к реализации мошеннических объектов, которые, как считается, были украдены при раскопках. Затем они были выставлены на продажу на параллельном рынке, но некоторые из них также вошли в музейные коллекции и стали предметом исторических исследований. Мошенничество также касалось доколумбовой керамики из Южной Америки, керамики из Древнего Египта и золотых изделий из Древней Греции .

### Авторы археологических махинаций
Научное мошенничество
- Тьерк Верманинг (1929—1986), голландский археолог-любитель, чьи открытия, которые считались датируемыми средним палеолитом, оказались ложными.
- Синъити Фудзимура (1950-), японский археолог, которого поймали на том, что он вставлял останки в археологические слои, чтобы повысить свой престиж.

Коммерческое мошенничество
- Мозес Шапира (1830—1884), поставщик фальшивых библейских останков.
- Эдвард Симпсон (1815—1870), геолог викторианской эпохи и фальсификатор, который делал фальшивые инструменты из ограненного кремня. Он продал свои работы во многие британские музеи, включая Йоркширский музей и Британский музей .
- Альчео Доссена (1878—1937), итальянский скульптор, создатель множества архаичных и средневековых статуй.
- Бриджидо Лара (1939-?), мексиканский фальсификатор, автор поддельных доколумбовых древностей.
- Шон Гринхолш (1961-), плодовитый и разносторонний британский фальсификатор. ; с помощью своей семьи он производил древнеегипетские статуи, римское серебро и кельтские золотые украшения. Был арестован в 2006 году при попытке продать Британскому музею три ассирийских рельефа.

### Известные археологические махинации и мистификации
- Калаверасский череп
- Кардиффский великан
- Таблички из Девенпорта

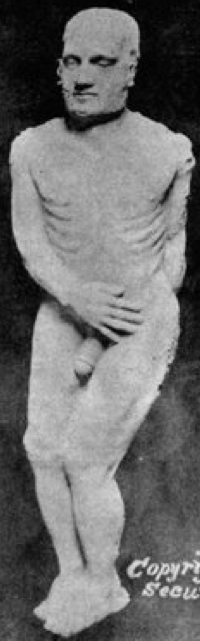
Кардиффский великан (1869)

- " Египетская мумия (1898 г.) из Музея Старого Капитолия, Джексон, Массачусетс.
- Фальшивые этрусские воины из Метрополитен-музея
- место Глозель, терракотовые таблички с доисторическими надписями
- Грейв Крикский камень
- Реликты Мичигана
- Персидская принцесса, фальшивая мумия, возможная жертва убийства
- Пилтдаунский человек
- Тиара Сайтафарна в Лувре
- Венера Бризетская
- Объекты, «обнаруженные» в 2006 году в Ирунья-Велея
- Хрустальный череп
- Японский палеолитический обман
- Глифы Госфорда
- Валам-Олум

### Случаи, которые профессиональные археологи обычно считают мошенничеством
- Склеп Сильвана
- Святые камни Ньюарка
- Кенсингтонский рунический камень
- Ирунья-Велея